# تورستن غوستافسون
تورستن غوستافسون (بالسويدية: Torsten Gustafsson) هو سياسي سويدي، ولد في 22 فبراير 1920 في السويد، وتوفي في 14 يناير 1994. حزبياً، نشط في حزب الوسط السويدي. وقد انتخب عضو البرلمان السويدي ‏.